# Ulasovo-Rusanivka, Stara Sîneava
Ulasovo-Rusanivka (în ucraineană Уласово-Русанівка) este un sat în așezarea urbană Stara Sîneava din regiunea Hmelnîțkîi, Ucraina.

## Demografie
Componența lingvistică a localității Ulasovo-Rusanivka
     Ucraineană (98,92%)
     Rusă (1,08%)
Conform recensământului din 2001, majoritatea populației localității Ulasovo-Rusanivka era vorbitoare de ucraineană (98,92%), existând în minoritate și vorbitori de rusă (1,08%).